# Volutella roseola
Volutella roseola är en svampart som beskrevs av Cooke 1872. Volutella roseola ingår i släktet Volutella och familjen Nectriaceae.   Inga underarter finns listade i Catalogue of Life.